# (18288) Nozdrachev
(18288) Nozdrachev (1975 VX2) – planetoida z pasa głównego asteroid okrążająca Słońce w ciągu 4,91 lat w średniej odległości 2,89 j.a. Odkryta 2 listopada 1975 roku.